# Липко Сергій Андрійович
Сергій Андрійович Липко (нар. 20 травня 1931 — пом. 9 грудня 1991) — вчитель біології та хімії Любарської середньої школи, археолог, історик, краєзнавець.

## Життєпис
Народився 20 травня 1931 року в с. Стрижівка Любарського району в сім'ї колгоспників. 1938 року почав навчатися у Стрижівській неповній середній школі, після її закінчення навчався у Старолюбарській середній школі, яку закінчив 1947 року.
1950 року вступив до Чернівецького державного університету на факультет біології, який закінчив з відзнакою 1955 року. Під час навчання брав активну участь у науково-студентському товаристві факультету, проявляв активність на засіданнях обласного літературного об'єднання.
Трудову діяльність С. А. Липко розпочав 1955 року учителем біології Новолюбарської середньої школи. Його зусиллями в школі створено краєзнавчий гурток юних археологів.
1961 року перейшов працювати вчителем хімії та вихователем до Любарської школи-інтернату. Після 1961 року й до самої смерті працював учителем біології та хімії в Любарській середній школі № 1. Він мав вищу категорію вчителя, його зусиллями в школі було створено зразковий хімічний кабінет.

## Краєзнавчий доробок
За активної участі С. А. Липка 1960 року у Любарському районному будинку культури був відкритий Любарський краєзнавчий музей. При ньому місцеві ентузіасти збирали історико-краєзнавчі матеріали, налагоджували зв'язки з дослідницькими центрами, археологами, які досліджували Любарщину (П. О. Раппопортом, М. О. Тихановою, І. П. Русановою). С. А. Липко все своє життя присвятив дослідженню історії рідного краю, збору документів, свідчень та предметів старовини, яки склали основу фондів цього музею.
Великий вплив на краєзнавче захоплення С. А. Липка на початку 1960-х років мало знайомство з відомими археологами І. С. Винокуром, М. П. Кучерою, директором Житомирського краєзнавчого музею В. О. Місяцем, краєзнавцем-археологом із Бердичівщини Г. Г. Богуном. Під час шкільних канікул і відпусток С. А. Липко організовував численні походи з учнями Любарщиною. Під час цих подорожей юні дослідники під керівництвом свого наставника здійснювали обстеження пам'яток археології району, брали участь у розкопках, збирали матеріали до шкільного та районного краєзнавчих музеїв.
У доробку дослідника археологічні розвідки городищ Любарського району, обстеження території сусідніх районів: Дзержинського (тепер — Романівського) Житомирської області, Старокостянтинівського і Старосинявського Хмельницької області. Йому належить гіпотеза про локалізацію давньоруського міста Болохова на території сучасного Любара (див. Болохівська земля, Археологічна розвідка гаданого Болохова). Він співпрацював з комісією по написанню енциклопедичного видання «Історія міст і сіл Української РСР. Житомирська область». Стаття, що присвячена Любару в цій енциклопедії, належить С. А. Липку.
Краєзнавець розробив облікові картки для Інституту археології: «Археологічні пам'ятки Любара та його околиць у верхів'ї Случа». Виявив 90 стародавніх місцезнаходжень від неоліту до Київської Русі і серед них 12 давньоруських городищ у верхній течії р. Случ. Багаторічні обстеження цього регіону дозволили С. А. Липку зібрати і опублікувати матеріали до археологічної карти регіону.
Сергій Андрійович цікавився рухом декабристів, був ініціатором спорудження пам'ятника декабристам у Любарі. Він був активним учасником громадського життя району, очолював археологічну секцію товариства охорони пам'ятників, працював у атеїстичній секції товариства «Знання». Він також збирав матеріали для написання книги про відомого більшовицького діяча, журналіста В. Володарського (М. М. Гольдштейна), встановив точне місце (Любар) та дату (13 (25) листопада 1890 року) народження останнього.
С. А. Липко був учасником установчої конференції відновленого 1990 року Житомирського науково-краєзнавчого товариства дослідників Волині. Він підготував до першого тому праць Товариства наукову статтю «Любартов: Сторінки історії», яка, на жаль, вийшла друком уже після смерті автора. За ініціативи членів Товариства С. А. Липку був встановлений пам'ятний знак у Любарі.
С. А. Липко — автор близько 70 наукових публікацій. Його праці друкувалися в таких наукових часописах, як «Український історичний журнал», «Археологія», «Науково-інформаційний бюлетень архівного управління УРСР», а також у місцевих виданнях.

## Основні публікації
- Винокур І. С., Богун Г. Г., Липко С. А. Краєзнавці збирають археологічний матеріал (на Житомирщині) // Український історичний журнал. — 1963. — № 3. — С. 157—158. [Архівовано 1 вересня 2020 у Wayback Machine.].
- Липко С. А. Вивчаємо історію рідного краю // Науково-інформаційний бюлетень архівного управління УРСР. — 1963. — № 2. — С. 35-38.
- Липко С. А. Історія міста Любар // Науково-інформаційний бюлетень архівного управління УРСР. — 1963. — № 5. — С. 65—72.
- Липко С. А. Матрос з Кронштадта — більшовицький агітатор на Волині (В. І. Жук. Період Лютневої революції) // Український історичний журнал. — 1966. — № 11. — С. 116—118. [Архівовано 14 березня 2022 у Wayback Machine.].
- Липко С. А. Де був давній Болохов? // Український історичний журнал. — 1971. — № 4. — С. 98—104. [Архівовано 30 серпня 2020 у Wayback Machine.].
- Липко С. А. З історії заснування міста Острополь // Український історичний журнал. — 1973. — № 3. — С. 112—115.  [Архівовано 14 березня 2022 у Wayback Machine.].
- Липко С. А. Археологічна розвідка давньоруського міста Болохова // Археологія. — 1973. — Вип. 12. — С. 95-98.
- Липко С. А. Любар // Історія міст і сіл Української РСР: Житомирська область. — К., 1973. — С. 389—397 [Архівовано 10 березня 2022 у Wayback Machine.].
- Липко С. А. Повстання, тільки повстання! Сторінка з історії декабристського руху // Радянська Житомирщина. — 1975. — 16 лист.
- Липко С. А. Старожитності верхів'я р. Случ: Матеріали до археологічної карти // Археологія. — 1982. — Вип. 41. — С.83—90.
- Липко С. Де народився Володарський? // Радянська Житомирщина. — 1986. — 2 лют.
- Липко С. Любартов (Сторінки історії) // Велика Волинь: Праці Житомирського науково-краєзнавчого Товариства дослідників Волині. — Т. 15. — Житомир: Журфонд, 1994. — С. 134—137.
- Липко С. А. Зібрані твори / упор. В. Канчура. — Любар, 2008. — 108 С.